# Edward Szmidt
Edward Jan Szmidt (ur. 4 sierpnia 1931 w Zabrzu, zm. 29 kwietnia 2018 w Hamm) – polski lekkoatleta sprinter, olimpijczyk.
Urodził się jako Eberhardt Schmidt, ale po 1945 roku pisownia nazwiska została zmieniona. Startował na igrzyskach olimpijskich w 1956 w Melbourne, gdzie indywidualnie odpadł w ćwierćfinale biegu na 200 metrów, a w sztafecie 4 × 100 metrów zajął 6. miejsce (wraz z Marianem Foikiem, Januszem Jarzembowskim i Zenonem Baranowskim).
Wziął też udział w mistrzostwach Europy w 1958 w Sztokholmie, ale bez sukcesów (odpadł w półfinale biegu na 200 metrów oraz eliminacjach biegu na 100 metrów i sztafety 4 × 100 metrów). Podczas Międzynarodowych Igrzysk Sportowych Młodzieży i Studentów w Warszawie w 1955 był drugi na 200 metrów i trzeci w sztafecie 4 × 100 metrów (z Jarzembowskim, Baranowskim i Emilem Kiszką).
Pięć razy zdobywał mistrzostwo Polski, zawsze w sztafetach:
- sztafeta 4 × 100 metrów – 1953, 1954, 1959 i 1960
- sztafeta 4 × 400 metrów – 1952

Indywidualnie był trzy razy wicemistrzem Polski: na 100 metrów w 1958 i na 200 metrów w 1953 i 1958.
Był zawodnikiem OWKS Kraków i Górnika Zabrze.
Był starszym bratem dwukrotnego mistrza olimpijskiego Józefa Szmidta.